# Шевченко Олександр Васильович
Олекса́ндр Васи́льович Шевче́нко (* 25 травня (7 червня) 1883, Харків — † 28 серпня 1948) — український художник-авангардист, теоретик мистецтва і педагог.

## Життєпис
В 1890—1898 роках навчався в Харкові у Дмитра Безперчого.
В 1905—1906 роках навчався у Парижі — Академія Жуліана. Протягом 1907—1909 — в Московському училищі живопису — у Валентина Сєрова та Костянтина Коровіна.
Входив до мистецьких гуртків «Світ мистецтва», «Віслючий хвіст», «Маковець», «Товариство московських художників», був засновником об'єднання «Цех живописців». В його творчості були помітними впливи авангардистських течій — від постімпресіонізму до панфутуризму. Під впливом Михайла Ларіонова розпрацьовував свій напрям. Свою методу малювання називав «тектонічним примітивізмом» — вплив на нього здійснила творчість Сезанна, в картинах присутні вкраплення іконопису та лубка. 1913 року видає «Маніфест неопримітивізму».
В 1920-х роках розпочав викладацьку діяльність у ВХУТЕМАСі.
1929 року за дорученням Наркомосвіти поїхав у відрядження до Батумі, подорож сприяла розвиткові нового етапу в творчості: Кавказ і Закавказзя стали його головною темою. Кавказький цикл — зеніт творчого шляху художника.
Його картини:
- 1919 — «Сплячий хлопчик»,
- 1920 — «Пейзаж з пралями»,
- 1930 — «Натюрморт з лимонами та чайником»,
- «Збір урожаю в Аджарії»,
- 1932-33 — «Курдянки»,
- 1933 — «Колгоспниці в очікуванні поїзда»,
- «Дагестан»,
- «Дівчинка з грушами»,
- 1935 — «Нічний порт».

В останні роки життя був переслідуваний як «формаліст», проте не переставав малювати: «Зимка» — 1942-43.
З 1941 року керував кафедрою живопису в московському текстильному інституті.